# Fukuiraptor kitadaniensis
Fukuiraptor kitadaniensis es la única especie conocida del género extinto Fukuiraptor ("ladrón de Fukui") de dinosaurio terópodo megarraptórido que vivió a mediados del período Cretácico, hace aproximadamente 131 a 115 millones de años, en el Barremiense y el Aptiense, en lo que hoy es Asia.

## Descripción
El espécimen tipo es un esqueleto parcial, designado FPDM-V97122, se cree que este espécimen, que habría medido aproximadamente 4,2 metros de largo en vida y pesó 175 kilogramos, no estaba maduro y un adulto podría haber sido más grande. Los restos de muchos otros individuos se han encontrado en la cantera, con numerosos humeros, fémures y dientes asignados a esta especie. Sin embargo, los otros individuos recuperados de la misma localidad son en su mayoría juveniles que eran más pequeños que el holotipo, en el caso más pequeño, menos de una cuarta parte del tamaño del holotipo. Un diente, NDC-P0001, descubierto en un bloque del conglomerado de la formación Sebayashi también se ha referido a Fukuiraptor.
Los dientes distintivos de Fukuiraptor muestran similitudes con los carcarodontosáuridos, muy comprimidos y parecidos a cuchillas, además de tener esmalte arrugado y tiranosáuridos, que tienen surcos de sangre oblicuos cerca de las estrías. El holotipo también tenía unguales manuales muy grandes y planas, garras de mano, que desempeñaron un papel en su clasificación inicial como dromeosáurido, ya que las garras de mano se confundieron con garras de pie, así como su clasificación actual como megarraptórido.
Un astrágalo, NMV P150070 encontrado en Australia, referido provisionalmente a Australovenator , puede pertenecer a un megarraptórido más estrechamente relacionado con Fukuiraptor debido a que es muy similar a este.

## Descubrimiento e investigación
Los fósiles del espécimen tipo encontrados en la cantera Kitadani cerca de Katsuyama en la Formación Kitadani, Prefectura de Fukui, Japón. Informalmente fue llamado «Kitadanisaurus». El gran alosáurido «Katsuyamasaurus», nombre también informal, posiblemente hiciera referencia al género Fukuiraptor.

## Clasificación
Inicialmente considerado un miembro de Dromaeosauridae cuando se descubrió por primera vez, sus descriptores iniciales lo consideraron un carnosaurio, relacionado con Allosaurus. Estudios más recientes lo consideran un megarraptórido, un grupo enigmático que puede haber sido parte de la familia Neovenatoridae.  Sin embargo, más recientemente, otro análisis ha propuesto que todos los megaraptórido son en realidad tiranosauroideos , que reclasificarían a Fukuiraptor como un celurosauriano tiranosauroide. Reciente análisis cladístico del terópodo Gualicho ha sugerido que Fukuiraptor y otros megarraptóridos pueden ser alosauroideos o celurosaurianos basales no tiranosauroideos.